# Mercedes-Benz Actros
El Mercedes-Benz Actros es un camión pesado introducido por Mercedes-Benz en 1995. Normalmente se utiliza para la logística de larga distancia, el transporte por distribución, Light truck y Autovolquete. Está disponible en pesos a partir de 18 toneladas y es propulsado por un motor diésel V6 o V8 cilindros con turbocompresor e intercooler. Daimler Trucks / Camiones lanzó la versión II de la Actros en el año 2002, y la versión III en 2007. Hoy en día es el camión más fiable y vendido de Europa.

## Motor

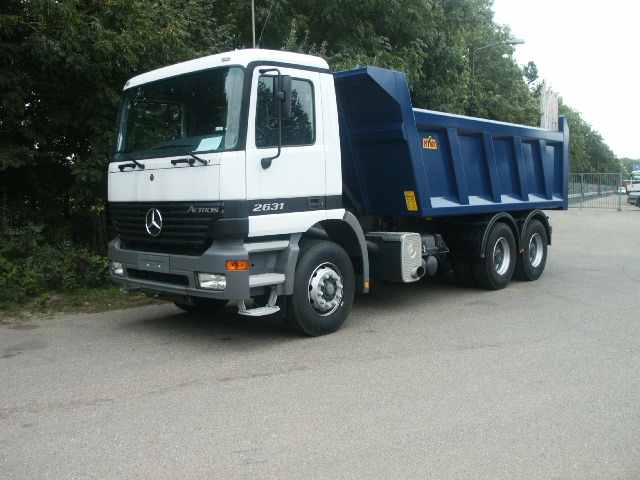
Mercedes-Benz Actros.

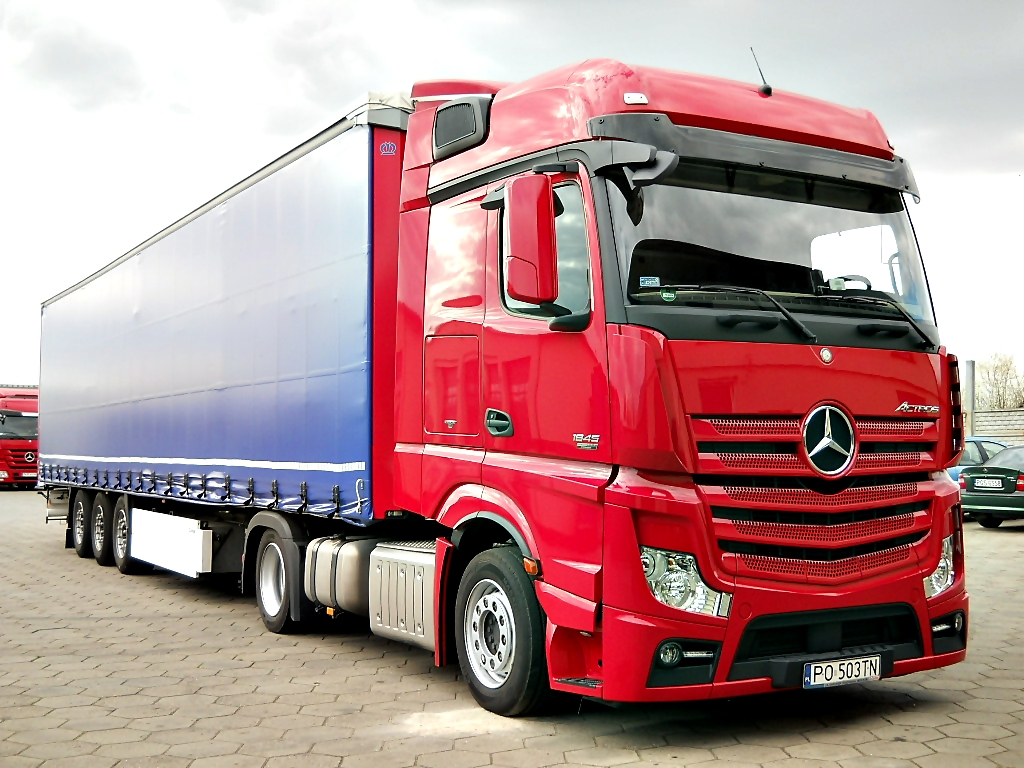
Mercedes-Benz Actros IV en Polonia.

El Mercedes Benz Actros está equipado con dos tipos de motores. El OM 501 LA-541 y de la OM 502 LA-542. El OM 501 es un V6 de 12 litros, y tiene salidas que van de 310 HP a 460 HP. El sistema de gestión del motor empleado por este motor es el viejo (en forma abreviada Pumpe Leitung Deuse-alemán) que incorpora bombas individuales de plug-in para cada cilindro suministro de combustible a presión (hasta 1.600 bar) para las válvulas de inyección. Una unidad de control MR supervisa todas las condiciones de funcionamiento del motor a través de varios sensores y varía la presión de inyección para adaptarse a cada condición de operación.
La cuarta versión ofrece varias opciones de motor, ya sea en modelos compatibles con Euro-5 o Euro-6, con varias potencias de salida.

## Caja de cambios

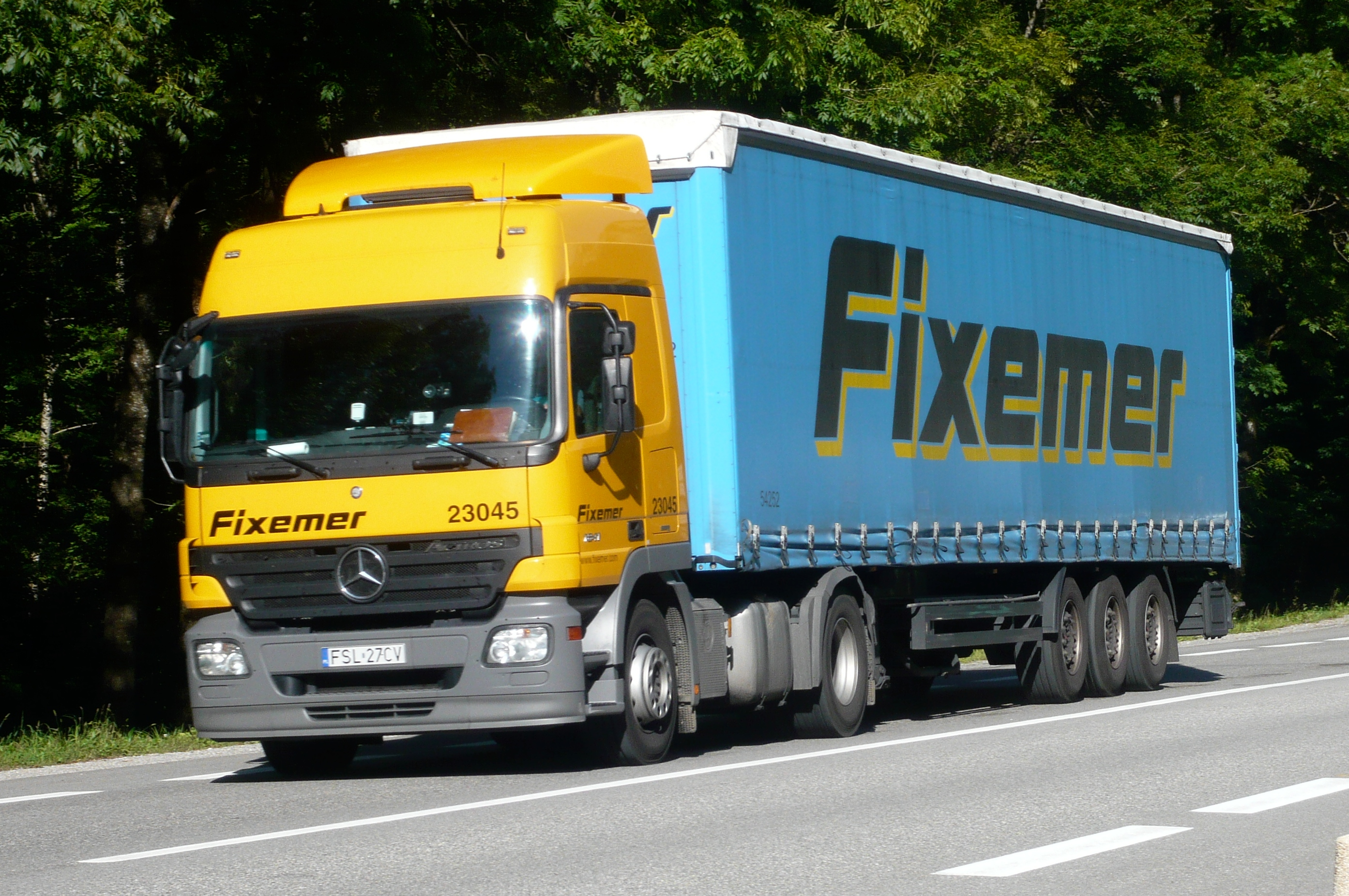
Un camión Mercedes-Benz Actros en Polonia.

La segunda generación Actros viene con una caja de cambios secuencial electrónica que Mercedes-Benz ha apodado la "caja de cambios Telligent". Se empuja hacia delante con el principio utilizado en algunos tractores anteriores de Mercedes-Benz; con la palanca de cambio de marchas para comandar un sistema de accionamiento neumático que cambia las marchas. La caja de cambios Telligent utiliza una computadora, junto con un sistema de detección de carga en el acoplamiento de quinta rueda. Por ejemplo, si desea un cambio ascendente, el ordenador calcula la carga en el tractor y el modo actual del motor, y le da el equipo adecuado para disminuir las RPM del motor. Por otro lado, si desea reducir la marcha, el ordenador se asume que desea adelantar, y le da un equipo adecuado para la aceleración.
Hay una versión automática que funciona como el sistema Tiptronic encontrado en automóviles Mercedes-Benz.
La cuarta versión lanzada en 2011 ofrece exclusivamente la transmisión Powershift de 12 velocidades.

### Operación
El sistema consta de una pequeña palanca montada debajo del reposabrazos derechos y un interruptor de superficie por debajo. La palanca está ligeramente inclinada, para que coincida con la curva natural de la mano del conductor cuando está en el reposabrazos. La palanca tiene dos botones en cada lado. Cuando en un punto muerto, el conductor debe pulsar el botón izquierdo, y luego (mientras que lo sostiene), empuja la palanca hacia adelante y lo libera seleccionando cuarta rápido. La marcha actual se muestra como un gran número en la pantalla principal. Después de hacer esto, el conductor pisa el pedal del embrague y espera durante aproximadamente dos segundos. Después de que la palanca de cambios se ha completado, un doble clic se hace sonar por los altavoces, y el conductor continúa con tirar de la forma habitual.
Una vez en movimiento, el conductor tiene dos opciones. Él o ella puede empujar o tirar de la palanca para dejar que el ordenador elija el equipo para ellos, o puede utilizar el interruptor de divisor (el pequeño interruptor debajo de la palanca) para seleccionar los engranajes. De cualquier manera, el engranaje se selecciona primero, a continuación, el embrague está deprimido. Por ejemplo, si estás en la cuarta rápida, tirando del divisor cambie una vez preselecciona quinta lenta.
El botón derecho (conocido como el "botón de descarga ', ya que está a nivel con la palanca) se utiliza para cambiar a la posición neutra.

### Ventajas
Ya que el controlador no opera directamente sobre la caja de cambios, se reduce significativamente el desgaste de la propia caja de cambios. La caja de cambios está completamente sincronizada. Además, es ideal para los conductores noveles, que no están seguros de la marcha adecuada. El Actros se describe mejor como una máquina sin sentido que puede funcionar muy bien en las variaciones diarias de transporte por carretera si se mantienen adecuadamente y operadas con una comprensión del diseño de la base del vehículo.
El Mercedes Actros es uno de los camiones más deseados en el mercado de exportación, ya que realizan muy bien su trabajo en altas temperaturas y en condiciones de humedad.

## Cabina

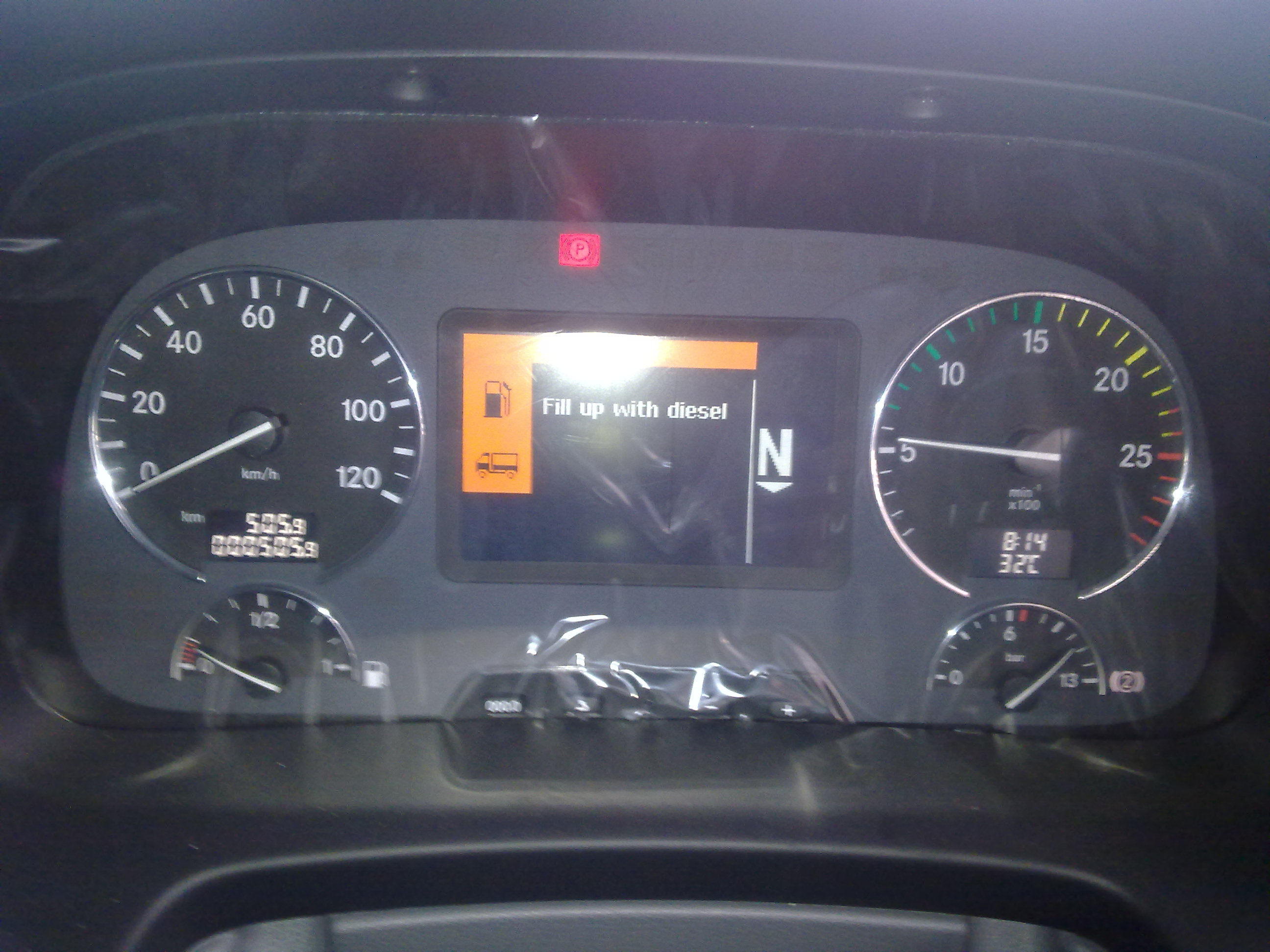
Grupo de instrumentos en la Actros 3 2010.

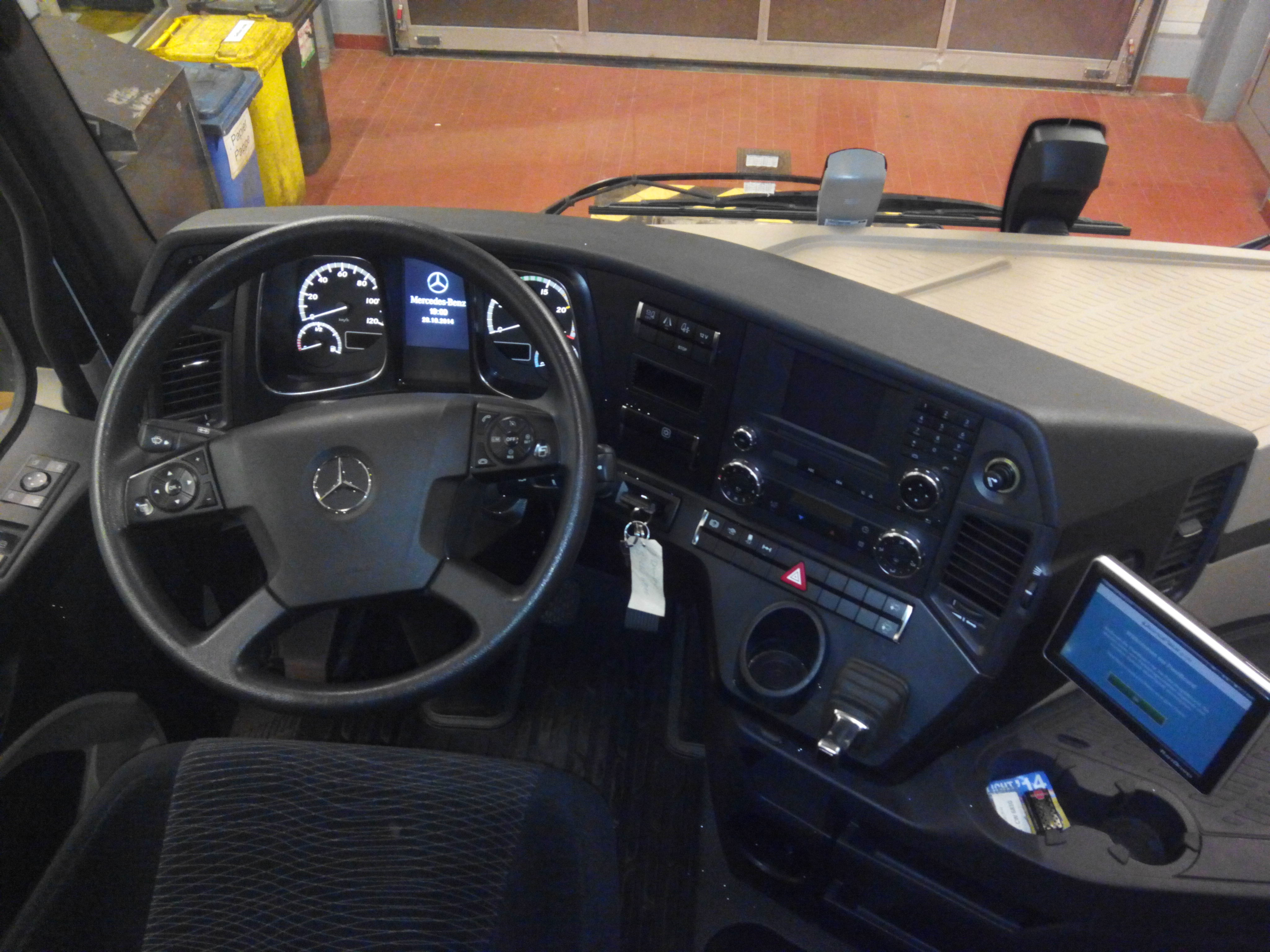
Cabina de un Actros 4 2013.

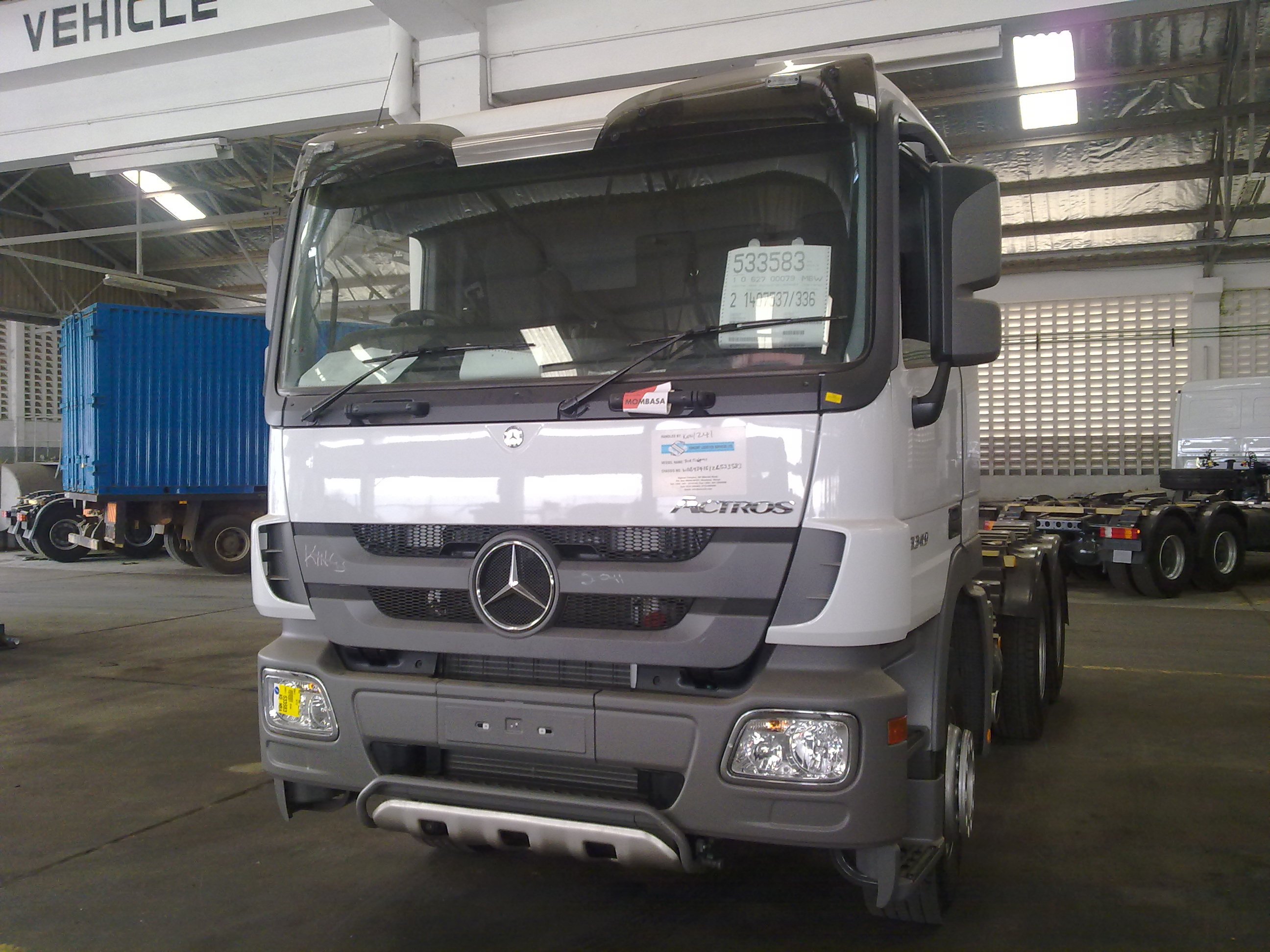
Mercedes-Benz Actros 3340 2010.

La cabina de la Actros se construye con la consideración para el conductor. Proporciona una conducción silenciosa, suave y agradable. Suspensión neumática de la cabina del tractor y el propio hace una sensación muy suave, incluso en el camino más áspero. La versión cama de techo alto proporciona dos literas (el superior no se puede utilizar durante la conducción, ya que los asientos deben ser doblados). La litera superior es algo más ancha, pero todos los controles (radio, ventanas, calentador auxiliar, etc.) están disponibles en la litera de abajo. Sin embargo, la mayor parte de los controles que uno puede necesitar (calentador auxiliar, techo solar, etc.) se doblan por encima del conductor mientras descansa, y la anchura de la litera superior permite a una persona usarlos con sólo estirar la mano.
El calefactor auxiliar puede ser programado para activar, por ejemplo, 30 minutos antes de que el conductor entra en el camión, por lo que en los meses más fríos un conductor sería capaz de entrar en la cabina caliente en vez de esperar a que se caliente.
Hay grandes espacios de almacenamiento, especialmente en la cabina MegaSpace. Los espacios de almacenamiento adicionales están disponibles bajo la litera inferior. En algunos tipos de cabina hay cajas detrás de las puertas, que se abren desde el interior, pero son accesibles en el exterior - para el almacenamiento de herramientas, cinturones de amarre, trinquetes, etc.
El asiento del conductor es un asiento Grammer neumático suspendido totalmente ajustable, y el asiento del pasajero solamente permite el ajuste del respaldo. El volante es totalmente ajustable, así, permite al conductor controlar las funciones del ordenador de a bordo, así como la incorporada en la radio reproductor de CD / y el control del bluetooth del teléfono.
La cabina tiene un excelente aislamiento de sonido y proporciona niveles de ruido casi como un automóvil.
Las cabinas Actros vienen en tres tipos:
- S - diseñada para vehículos de operación y construcción diarios tales como camiones de cemento. La cabina diaria tiene su parachoques delantero más cerca del suelo para evitar el empotramiento, mientras que la versión de la cabina S para construcción tiene su parachoques delantero superior para evitar chocar contra un obstáculo durante la conducción fuera de carretera.

- M - diseñada para vehículos de distribución. Dispone de una cama. El sleeper viene en versiones corta y larga.

- L - techo bajo con cabina de larga distancia, proporcionando una conducción confortable y descanso para el conductor.

- LH "MegaSpace" - techo alto con cabina de larga distancia, proporcionando comodidad por mucho tiempo de conducción, así como suficiente espacio para el conductor y / o pasajero de moverse libremente alrededor de la cabina cuando sea necesario.

La versión Actros 4 se ofrecen cabinas en cualquiera de 2300 mm o 2500 mm de anchura y variadas alturas. Un nuevo concepto solostar está disponible como una opción para una mayor comodidad cuando se utiliza en un entorno de un solo conductor.

## Electrónica
Según el modelo Actros ya sea 1,2 o 3 la electrónica puede variar. Por ejemplo, el sistema de frenado conocido como EPB o BS de Wabco incorpora funciones ABS y ASR. Este sistema es muy fiable y eficiente. La distancia de frenado en el Actros se redujo drásticamente en comparación con su predecesor, el SK. En los últimos modelos de Actros 2 y todos los modelos Actros 3 El sistema de frenado se ha mejorado para EPB 2.
La electrónica en el Actros 1 están conectados en red a través de Bus CAN en un sistema conocido como IES (Sistema Integrado de Electrónica) con el cuadro de instrumentos como la entrada central (CGW) o la interfase. En el Actros 2 y 3 de la electrónica están conectados en red también por la CAN en un sistema conocido como Kontact (Concepto de los sistemas electrónicos en el Actros).
Hay una amplia gama de otras características electrónicas, que se ofrecen como extras. Estos incluyen asistencia de carril (advierte al conductor si inadvertidamente dejan su carril), Autónoma inteligente ART Cruise Control (que se aplica a los frenos si el vehículo que va delante se detiene de repente), con el lado que mira el radar para advertir al conductor de un vehículo en su punto ciego, y muchos más, sobre todo orientado hacia la seguridad. Todos ellos se comercializan como "Telligent".

### Los problemas con la electrónica
En algunos casos, cuando los componentes electrónicos del remolque (especialmente los sensores ABS en las ruedas) se mojan, el pedal de freno podría no funcionar con normalidad, e incluso el más mínimo toque daría lugar a una llave de rueda. Hay problemas con el cálculo del kilometraje disponible para el combustible restante. Se han reportado casos cuando el combustible se ha agotado con el ordenador que muestra más de 25 millas para el final. Además, las estadísticas de la velocidad media y el consumo de combustible son propensos a fallar cuando se conduce un camión tacógrafo digital sin necesidad de una tarjeta de conductor. Este problema ha sido resuelto por una actualización de software de Mercedes. La transmisión Powershift también ha tenido un problema de falta de placa / kit de presión del embrague con un recuerdo a finales de 2009 algunos camiones han tenido más fracasos del cilindro de embrague sin remuneración por parte del fabricante.

## Variantes militares

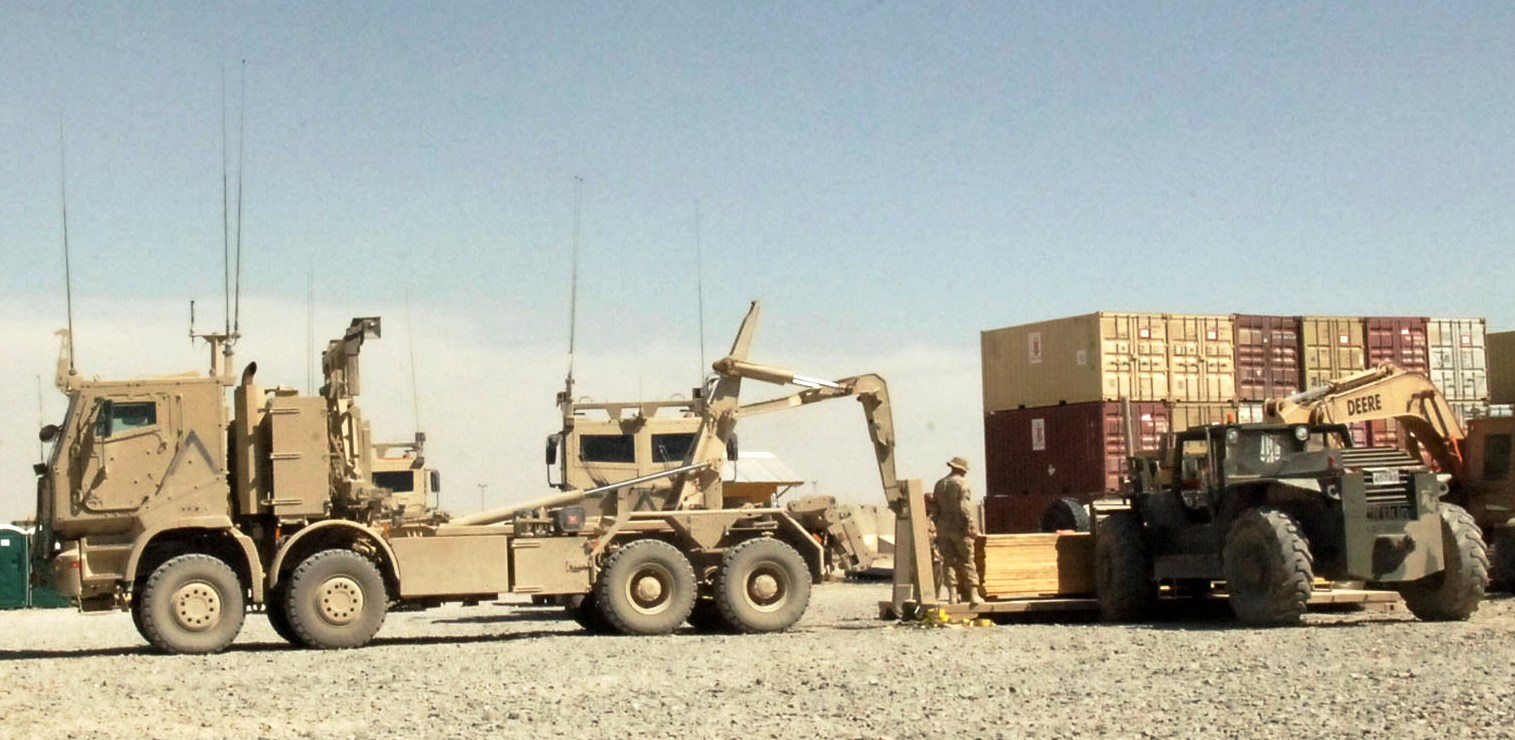
Sistema de Vehículo blindado de apoyo pesado del ejército canadiense en Afganistán.

El Sistema de vehículos Actros blindados de apoyo pesado (AHSVS) es un camión militar blindado (86 ordenados por el ejército canadiense en 2007) utilizando la plataforma Actros civil con una cabina protegida, obtenida por Land Mobility Technologies en África del Sur en cooperación con Composhield de Dinamarca para Mercedes-Benz.
Singapur utiliza variantes militares del Actros por Singapore Army - funciones de apoyo de carga pesada logisticial, designado como el HMCT (High Mobility Cargo Transporter), recientemente como una plataforma de lanzamiento para el sistema de defensa aérea y el corto alcance de misiles balísticos.

## Nuevo Actros (2012)
En julio de 2011, el fabricante de Mercedes Benz Trucks, Daimler AG, puso en marcha el Mercedes Benz Actros 2012. Esto no pudo ser denominado como Actros 4 sino como Nuevo Actros. Esto se debe a que hubo varias similitudes entre Actros 1, 2 y 3. El nuevo Actros no tiene similitudes con sus predecesores para ahorrar el nombre.
Por primera vez el Actros cuenta con un motor de seis cilindros en línea usando la tecnología Common Rail Diesel con X-Pulse en comparación con el sistema PLD utilizado anteriormente.

## Galería

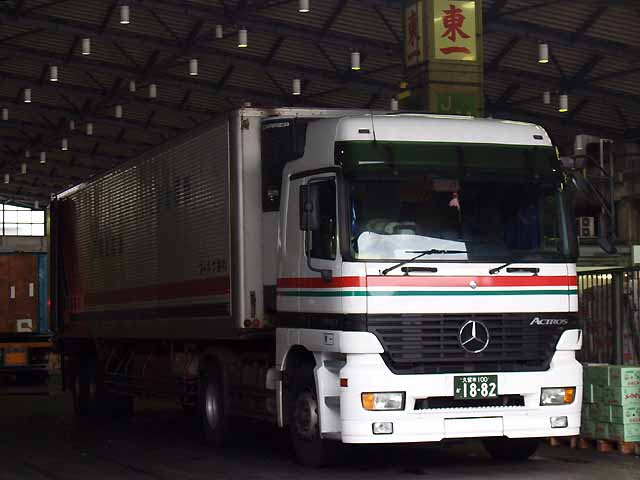
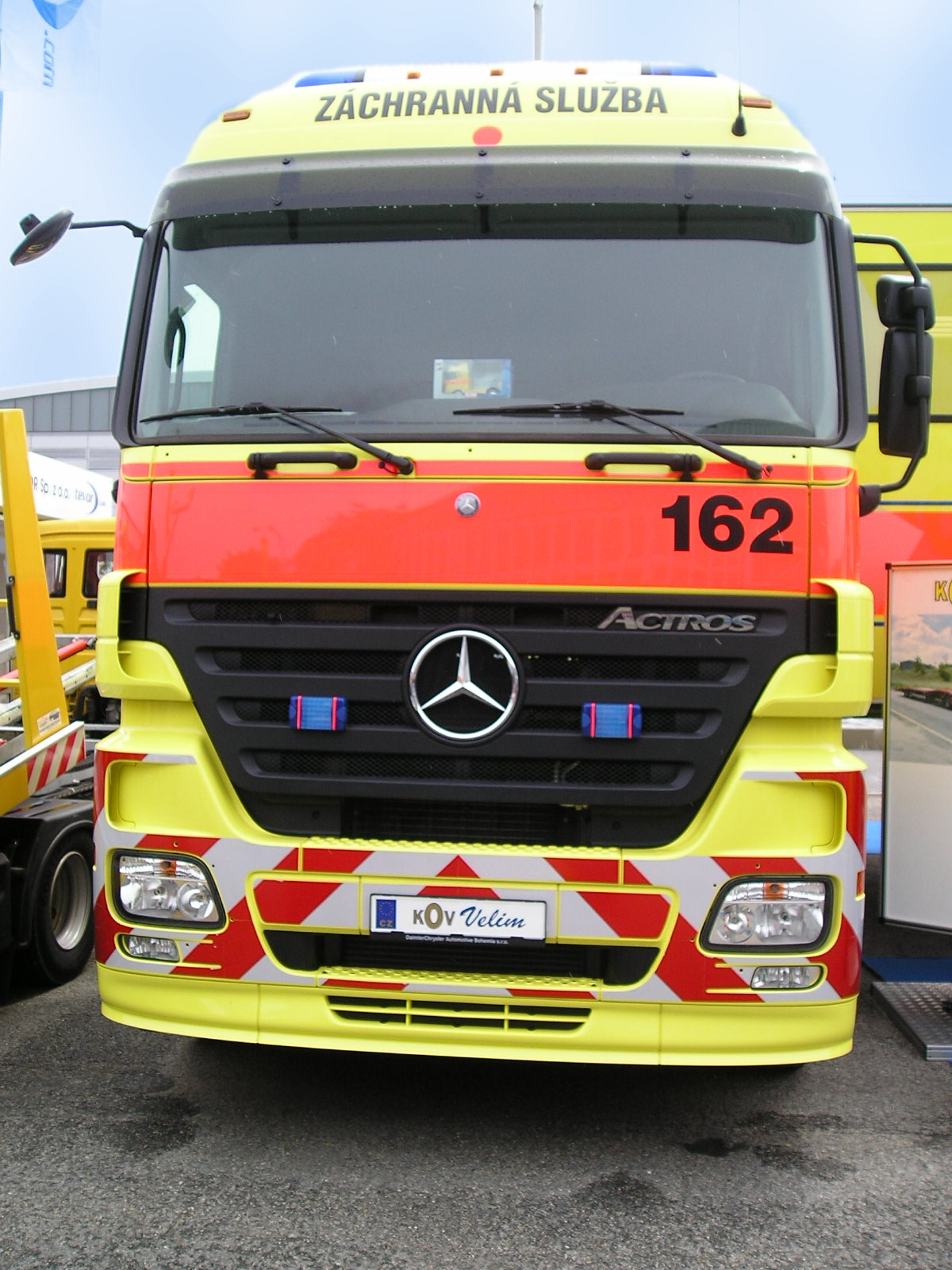
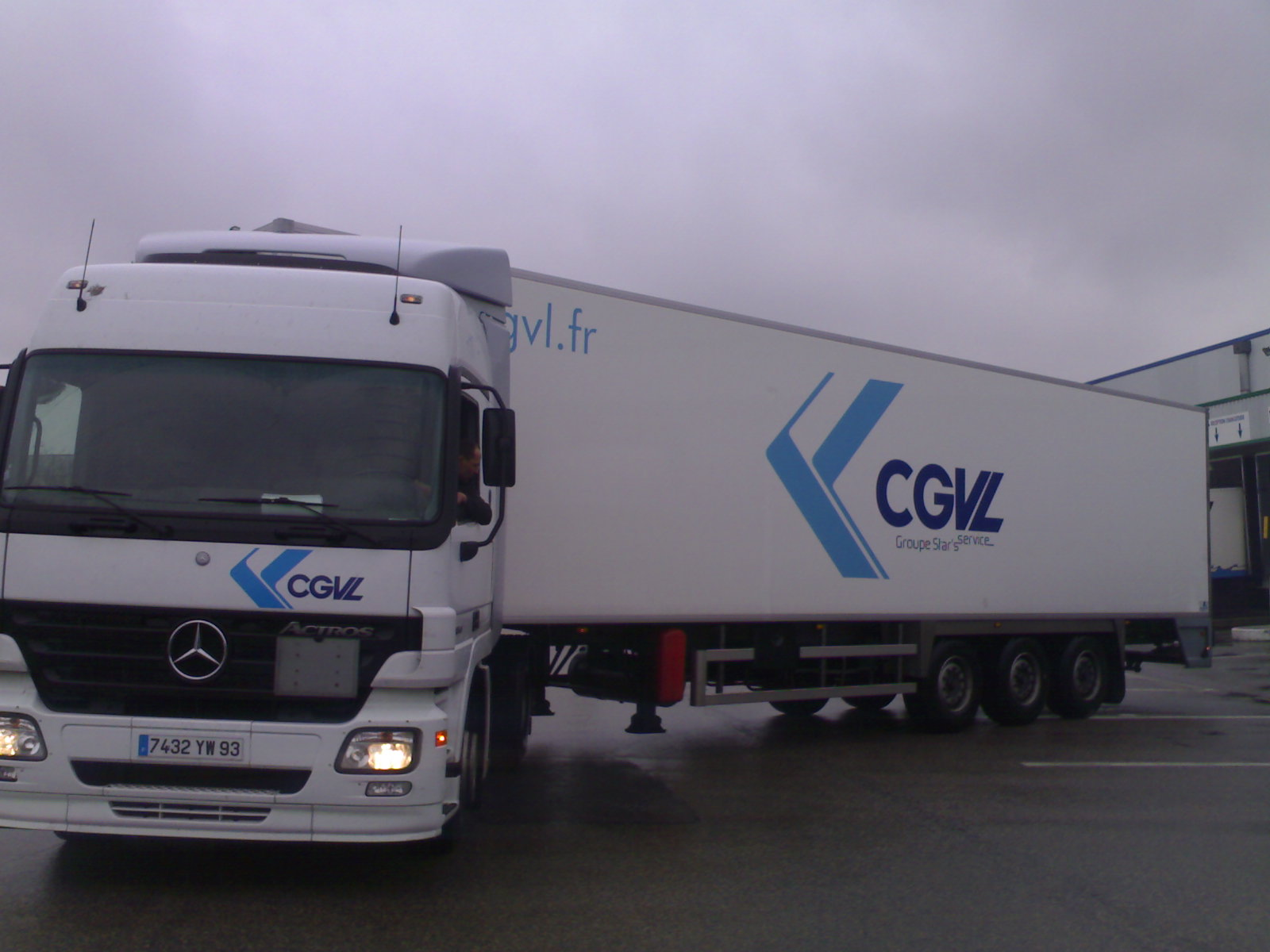
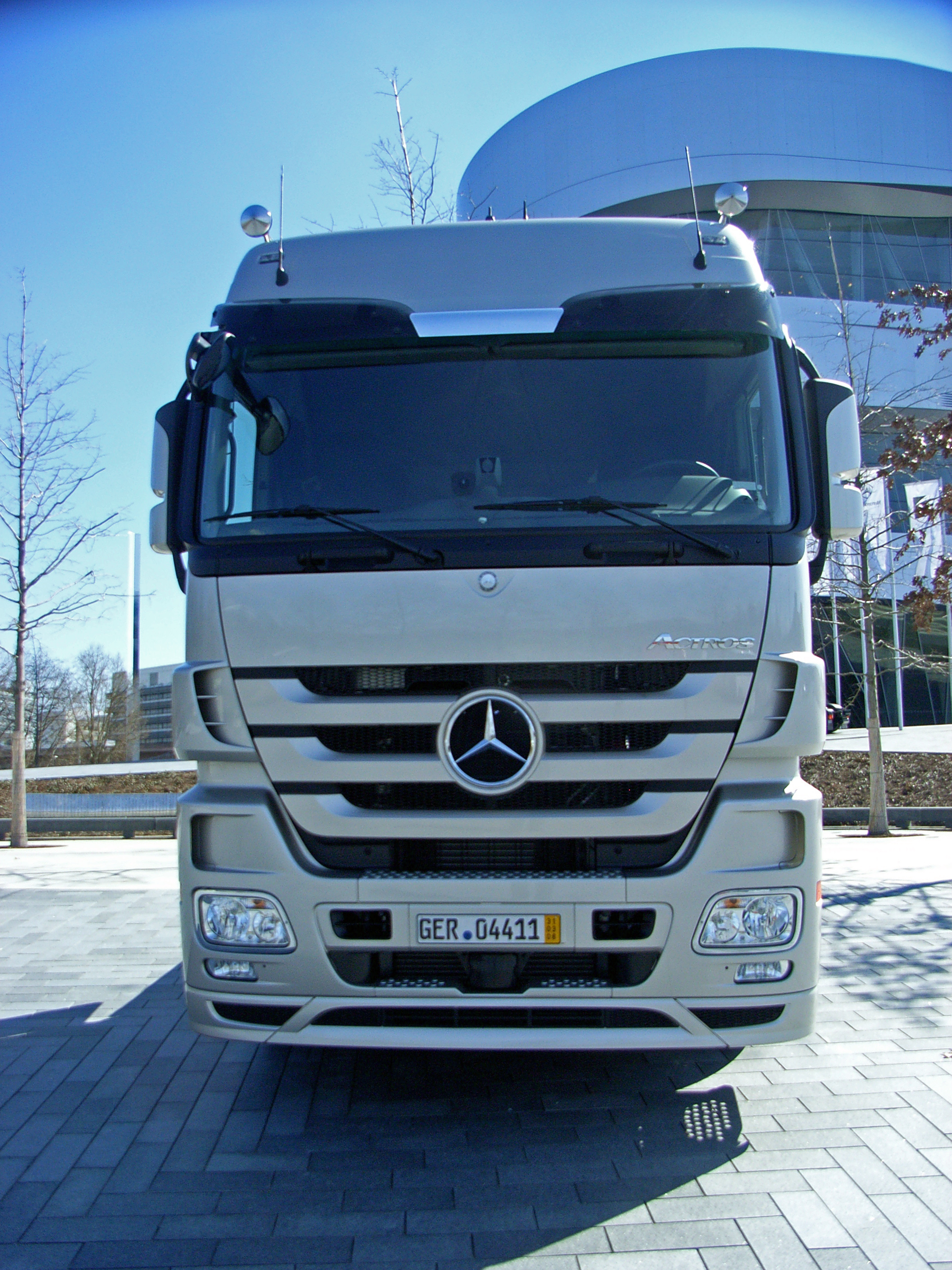
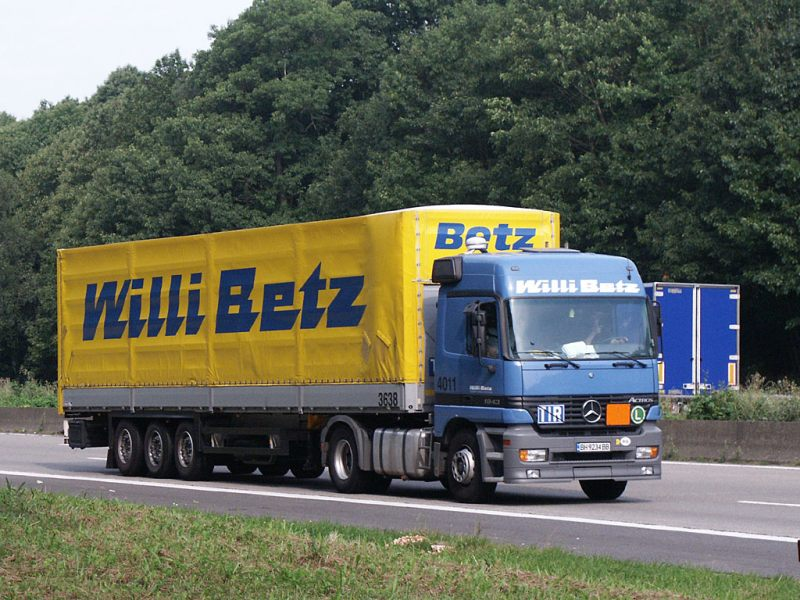
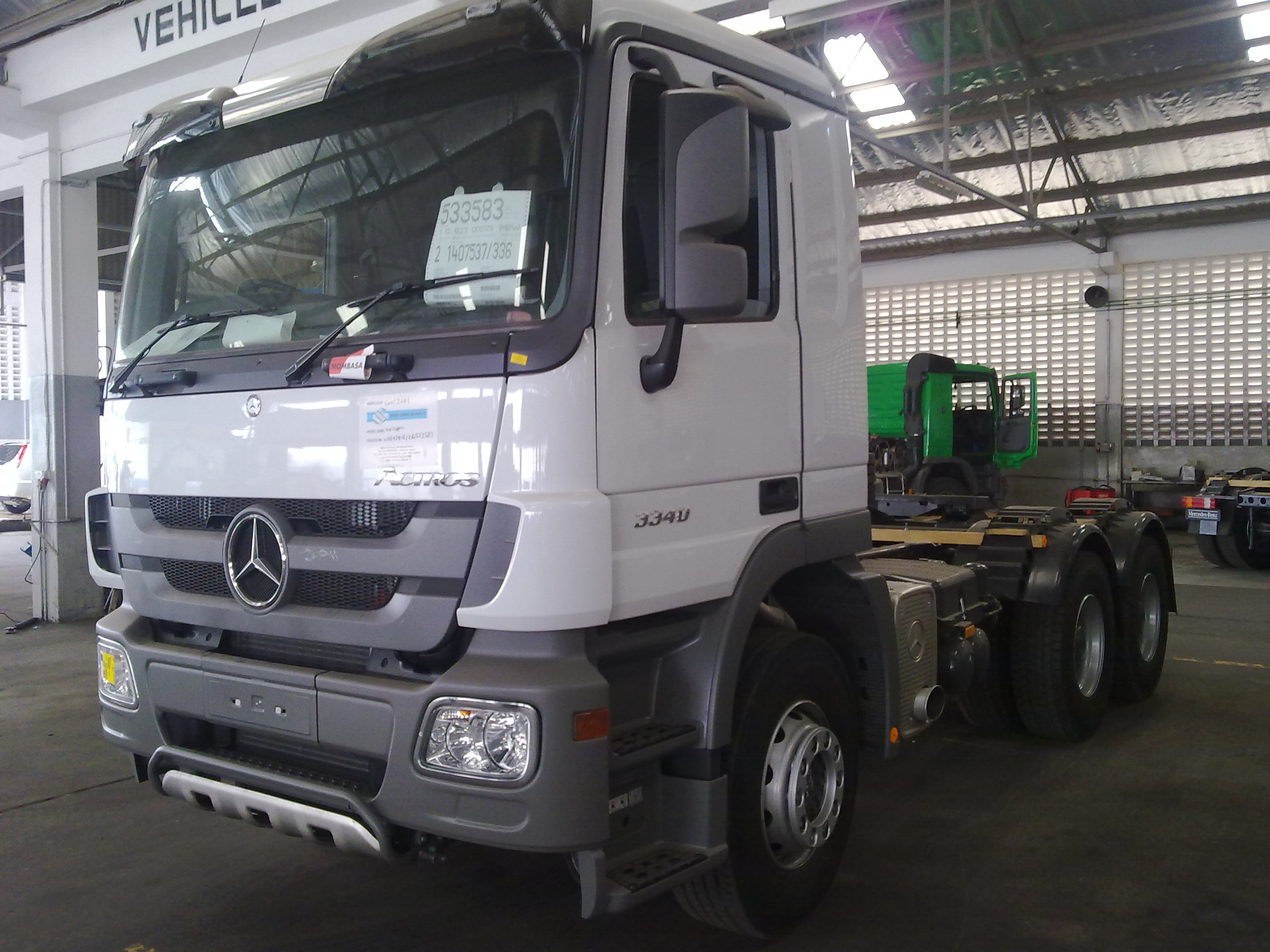
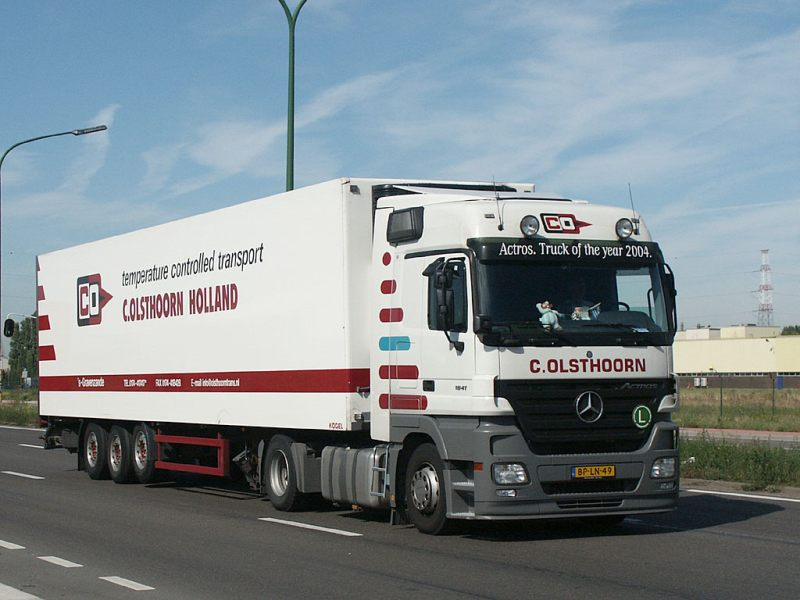
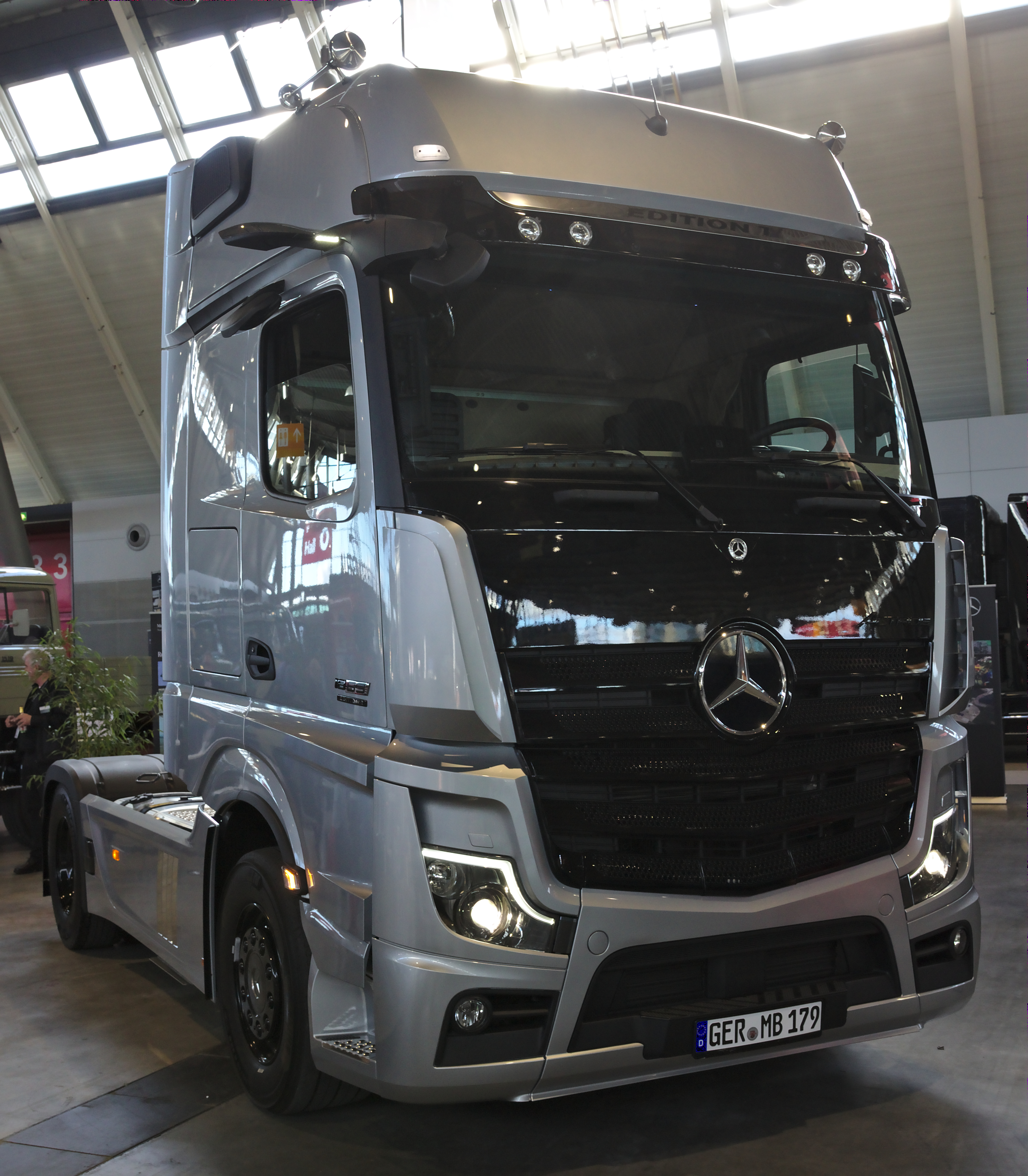